# الاماتا
الاماتا (به لاتین: Alamata) یک منطقهٔ مسکونی در اتیوپی است که در استان تیگرای واقع شده‌است.

## خصوصیات
الاماتا ۳۳٬۲۱۴ نفر جمعیت دارد و ۱٬۵۲۰ متر بالاتر از سطح دریا واقع شده‌است.